# Sony Ericsson Open 2009
Die Sony Ericsson Open 2009 waren ein Tennisturnier der WTA Tour 2009 für Damen und ein Tennisturnier der ATP World Tour 2009 für Herren in Miami, welche zeitgleich vom 25. März bis 5. April 2009 in Miami, Florida stattfanden.

## Herrenturnier
→ Hauptartikel: Sony Ericsson Open 2009/Herren
→ Qualifikation: Sony Ericsson Open 2009/Herren/Qualifikation

## Damenturnier
→ Hauptartikel: Sony Ericsson Open 2009/Damen
→ Qualifikation: Sony Ericsson Open 2009/Damen/Qualifikation